# Plößberg
Plößberg é um município da Alemanha, situado no distrito de Tirschenreuth, no estado da Baviera. Tem 74,10 km² de área, e sua população em 2019 foi estimada em 3.220 habitantes.